# District d'Oltinsoy
Oltinsoy est un district de la province de Sourkgan-Daria, en Ouzbékistan. Sa capitale est Qarluq. 

## Population
Le district est peuplé de 116 900 personnes.